# Nestore, l'ultima corsa
Nestore, l'ultima corsa è un film del 1994 diretto da Alberto Sordi.

## Trama
Gaetano Bernardini è un anziano vetturino che ha passato la vita tra le strade di Roma col suo cavallo Nestore, che però negli ultimi tempi comincia ad avere qualche difficoltà a trainare il calesse. Quando, da piazza del Popolo, Nestore non riesce a portare sul Pincio due turisti bloccando il traffico, l'avido Otello, proprietario di cavallo e calesse, decide di venderlo a Cinecittà. Gaetano deve quindi portare Nestore al mattatoio per "l'ultima corsa".
Ma Gaetano non ha il coraggio di lasciar morire quello che considera ormai un amico, e grazie all'aiuto del nipote Ferruccio, cerca un posto per tenerlo. Vagando per Roma Gaetano ritrova una vecchia amica che sembra disposta a piazzare il cavallo nell'agriturismo che gestisce fuori città, ma la cosa finisce ben presto a far litigare la donna col genero, vero proprietario dell'immobile, costringendo quindi Gaetano a riprendersi Nestore.
Mentre cerca una sistemazione al cavallo gli zingari glielo sottraggono; Gaetano va quindi al commissariato e per una vecchia pendenza risalente al 1939 lo portano in questura: per fortuna le cose si chiariscono e la polizia ritrova il cavallo nell'accampamento degli zingari che ne volevano fare salsicce.
Gaetano prova quindi a piazzarlo nel garage della figlia Iris, ma deve ben presto toglierlo da lì, perché il compagno di lei torna con una lussuosa Lamborghini, di dubbia provenienza.
Su suggerimento del nipote va all'ospizio che dovrà ospitarlo chiedendo che tengano il cavallo nel loro giardino. Le suore però, a loro insaputa, una notte portano il cavallo al mattatoio. Svegliato da Ferruccio, Gaetano corre al mattatoio con suo nipote per tentare di salvare Nestore, ma ormai è troppo tardi.
Sconsolato e avvilito, Gaetano torna dal nipote. Lungo la strada deserta entrambi hanno l'impressione di ascoltare il tipico calpestio di Nestore seguito dal suo nitrito: si voltano, ma s'accorgono che s'è trattato soltanto d'una loro impressione.

## Riprese
Il film è stato girato interamente a Roma tra la fine di agosto e i primi di ottobre del 1993.

## Colonna sonora
La musica della scena finale ambientata all'interno del mattatoio è già presente nel film Mafioso, mentre altri brani sono stati utilizzati in precedenza nel film Il diavolo, ambedue interpretati dallo stesso Sordi tra il 1962 e il 1963.